# Kelurahan Pondok Tinggi
Kelurahan Pondok Tinggi is een bestuurslaag in het regentschap Sungai Penuh van de provincie Jambi, Indonesië. Kelurahan Pondok Tinggi telt 3118 inwoners (volkstelling 2010).